# Разграбление Рима галлами
Разграбле́ние Ри́ма га́ллами — военное событие, произошедшее в 390 году до н. э.

## История
В 388 году до н. э. галльское племя сенонов во главе со своим вождём Бренном вторглись в Римскую республику. На реке Аллии 18 июля римляне были наголову разбиты, и галлы захватили в римском лагере богатую добычу, которую разделили между собой. Затем галлы стали продвигаться к Риму, в котором чувствовалась угроза вражеского наступления. Сокровища и святыни были спрятаны в Капитолии, который существенно укреплялся и там находились молодые граждане, которые были способны носить оружие. 
Через три дня, галлы вошли в Рим и заняли его без особого сопротивления, расставив около Капитолия своих солдат. На Форуме галлы увидели сенаторов, которые сидели и опирались на посохи. Один из галлов подошёл и дернул одного из сенаторов Марка Папирия за бороду, но Папирий ударил его по голове посохом. Разозлённые галлы выхватили мечи и перебили сенаторов. Затем галлы бросились грабить город и убивать жителей, а затем подожгли город и стали наступать на Капитолий, но штурм галлов был отбит с большими для них потерями.
Перебив большую часть захваченных пленных, галлы разбрелись по окрестным деревням, чтобы пополнить продовольствие. В это же время Марк Фурий Камилл собирал войско и разгромил один из отставших галльских отрядов, который был полностью перебит. Галлы решили захватить Капитолий, застав защитников врасплох, и стали ночью взбираться на Капитолий. Нескольким галлам удалось уже достигнуть вершины, не будучи замеченными стражей, как вдруг гуси, содержавшиеся в храме Юноны, подняли крик, разбудивший Манлия. Крик поднял на ноги осажденных и испугал наступавших, а римляне отбили приступ галлов, которые понесли потери.
Римляне, лишенные провианта, и Бренн, в войске которого свирепствовала чума, утомленные продолжительной осадой, решились вступить в переговоры о мире. Бренн потребовал в уплате ему 1000 фунтов золота и обещал покинуть город и территорию республики. Золото было уже отвешено и Бренн с вошедшими в поговорку словами: Vae victis! (Горе побежденным!) бросил свой меч на чашку весов. По одной из версий, подоспевший с войском Камилл, возвращенный из изгнания и провозглашенный диктатором, разгромил галлов, истребив большую часть их войска и захватив лагерь галлов. 